# Gornje Predrijevo
Gornje Predrijevo falu Horvátországban Verőce-Drávamente megyében. Közigazgatásilag Szópiához tartozik.

## Fekvése
Verőce központjától légvonalban 31, közúton 34 km-re keletre, községközpontjától 4 km-re délkeletre, Nyugat-Szlavóniában, a Drávamenti-síkságon, a Dráva jobb partja közelében fekszik.

## Története
A határában található régészeti lelőhelyek tanúsága szerint a mai Predrijevo helyén már a középkorban több település állt. A két legjelentősebb lelőhely a harangtorony közelében fekvő „Turski groblje” és a Szópia felé vezető út melletti „Crkvena”. Mindkettő középkori település temetőjének maradványait rejti magában. A középkori falvak a 16. század közepén a török hódítás során pusztulhattak el.
A mai falut Boszniából érkezett katolikus vallású sokácok alapították feltehetően a 17. században, a török hódoltság idején. A lakosság többsége a török kiűzése után is helyben maradt. Az első katonai felmérés térképén „Dorf Prednevo” néven találjuk. Lipszky János 1808-ban Budán kiadott repertóriumában „Predrievo” néven szerepel. Nagy Lajos 1829-ben kiadott művében „Predrievo” néven 62 házzal, 364 katolikus vallású lakossal szerepel.
Verőce vármegye Szalatnoki járásának része volt. 1857-ben 418, 1910-ben 563 lakosa volt. 1910-ben a népszámlálás adatai szerint lakosságának 92%-a horvát, 8%-a magyar anyanyelvű volt. Az első világháború után 1918-ban az új szerb-horvát-szlovén állam, majd később (1929-ben) Jugoszlávia része lett. A második világháború végén a partizánok elűzték a magyar lakosságot, a helyükre a háború után horvátok települtek. 1991-ben 168 fő lakta, mind horvátok. 2011-ben a településnek 86 lakosa volt.

## Lakossága
| Lakosság változása | Lakosság változása | Lakosság változása | Lakosság változása | Lakosság változása | Lakosság változása | Lakosság változása | Lakosság változása | Lakosság változása | Lakosság változása | Lakosság változása | Lakosság változása | Lakosság változása | Lakosság változása | Lakosság változása | Lakosság változása |
| ------------------ | ------------------ | ------------------ | ------------------ | ------------------ | ------------------ | ------------------ | ------------------ | ------------------ | ------------------ | ------------------ | ------------------ | ------------------ | ------------------ | ------------------ | ------------------ |
| 1857               | 1869               | 1880               | 1890               | 1900               | 1910               | 1921               | 1931               | 1948               | 1953               | 1961               | 1971               | 1981               | 1991               | 2001               | 2011               |
| 418                | 449                | 521                | 526                | 605                | 563                | 579                | 638                | 516                | 499                | 461                | 332                | 235                | 168                | 119                | 86                 |

## Nevezetességei
A falu központjában áll az 1935-ben Mihály arkangyal tiszteletére felszentelt római katolikus harangtorony.
Határában több régészeti lelőhely is található, mely annak bizonyítéka, hogy ez a terület a középkorban sűrűn lakott volt:
- A falutól délnyugatra, a Lužnjak-erdő nyugati szélén két, hosszan elnyúló domb található. Az északi dombot átvágja a Szópia felé vezető út. Az út mellett a ma „Crkvenának” nevezett helyen ásás közben emberi csontok kerültek elő. Kornelija Minichreiter a zágrábi régészeti múzeum régésze a terület részbeni átvizsgálása során középkori tégla és cserépmaradványokat talált. A helyi hagyomány a maradványokat a település középkori elődjének tartja.
- A faluban 1967-ben a harangtorony közelében csatornaásás közben emberi csontvázakat találtak, melyeket a nép törökök csontjainak tulajdonított. Ezért ezt a helyet „Tursko groblje”ként, azaz török temetőnek nevezték el. Nagy a valószínűsége, hogy itt is egy középkori falu temetőjére bukkantak.
- Közismert, hogy innen nem messze, de már a szomszédos Szópia határában található a helyiek által „Turski grad”ként ismert terület, egy középkori vár maradványaival. Az egykori vár központi része egy platón állt, körülötte nyugatról, délről és keletről U-alakban sánc és töltés húzódott. Északi oldalát a Dráva régi folyása védte. A közelében fekvő „Selište” dűlőnév szintén középkori településre utal.
- A település közelében található a „Hat” régészeti övezet.[6] Itt a szántóföldön, amely egy nagyobb észak-déli irányú magaslat területét fedi le a 2019. évi helyszíni szemle során számos régészeti leletet találtak. A leletek között főként kerámiaedények töredékei, téglák és háztartási hulladékok kerültek elő. A leletek között leginkább az őskori kerámia képviselteti magát, ezt követi a középkori kerámia és a legkevésbé ókori anyag. Ezek a leletek az említett korszakok települési maradványaira utalnak.

## Egyesületek
- A helyi önkéntes tűzoltóegyletet 1937-ben alapították.
- „Mijoljska potkova” lovasegyesület
- „Linjak” sporthorgász egyesület
- „Drava” vadásztársaság